# Coupe de France féminine de cyclisme sur route 2014
Cet article traite uniquement de la compétition féminine. Pour les résultats de la compétition masculine, voir Coupe de France de cyclisme sur route 2014.
Navigation
Coupe de France 2013 Coupe de France 2015
La Coupe de France féminine de cyclisme sur route 2014  est la 15e édition de la Coupe de France féminine de cyclisme sur route. La victoire revient à la Française Amélie Rivat.
Cette édition se déroule du 23 mars au 22 juin 2014 et est composée de cinq épreuves comme lors de l'édition précédente.

## Résultats
| Dates    | Courses                                     | Vainqueur      | Deuxième             | Troisième            |
| -------- | ------------------------------------------- | -------------- | -------------------- | -------------------- |
| 23 mars  | Cholet-Pays de Loire féminin                | Emma Johansson | Jolien D'Hoore       | Elisa Longo Borghini |
| 21 avril | Prix de la Ville de Pujols                  | Amélie Rivat   | Manon Souyris        | Marion Sicot         |
| 18 mai   | Grand Prix Fémin'Ain                        | Marion Sicot   | Mélanie Bravard      | Lucie Pader          |
| 31 mai   | Grand Prix de Plumelec                      | Audrey Cordon  | Elisa Longo Borghini | Charlotte Bravard    |
| 22 juin  | Classic Féminine de Vienne Poitou-Charentes | Audrey Cordon  | Fiona Dutriaux       | Mélodie Lesueur      |

## Classements
|     | Coureuse          | Points |
| --- | ----------------- | ------ |
| 1re | Amélie Rivat      | 169    |
| 2e  | Marion Sicot      | 146    |
| 3e  | Audrey Cordon     | 135    |
| 4e  | Lucie Pader       | 128    |
| 5e  | Mélanie Bravard   | 121    |
| 6e  | Charlotte Bravard | 118    |
| 7e  | Aude Biannic      | 109    |
| 8e  | Manon Souyris     | 104    |
| 9e  | Mélodie Lesueur   | 87     |
| 10e | Séverine Eraud    | 83     |

L’équipe Poitou-Charentes Futuroscope.86 remporte le classement par équipes. Marion Sicot remporte le classement chez les espoirs et Greta Richioud le classement chez les juniors.